# 赫利博喬克 (喬爾特基夫區)
48°49′13″N 25°55′35″E / 48.82028°N 25.92639°E
赫利博喬克（烏克蘭語：Глибочок）是位於烏克蘭西部泰爾諾皮爾州裏喬爾特基夫區的村莊，距離康斯坦齊亞和維西奇卡3公里，面積2.3平方公里，海拔高度265米，2024年人口1,300。